# Franz Ehrle

Franz Ehrles kardinalvapen.

Franz (Franciscus) Ehrle, född 17 oktober 1845 i Isny im Allgäu, Kungariket Württemberg, död 31 mars 1934 i Rom, Italien var en tysk kyrkohistoriker och kardinal.

## Biografi
Ehrle studerade vid jesuitseminariet i Feldkirch, inträdde i jesuitorden 1861, fortsatte sina studier 1865–1868 i Maria Laach, blev senare lärare i Feldkirch, men tvingades 1872 på grund av jesuitlagen lämna sin plats. Han begav sig sedan till England, blev där 1876 prästvigd och studerade 1873–1877 vid Ditton Hall i närheten av Liverpool. 
Sedan 1880 ägnade han sig åt studiet av medeltidshistoriens olika grenar och företog 1882 för handskriftsstudier vidsträckta resor. Hans Historia bibliothecæ romanorum pontificum tum Bonifatianæ tum Avenionensis (1890) gav honom en plats i direktionen för Vatikanbiblioteket. År 1891 fick han dess nyorganisering sig anförtrodd och var mellan 1895 och 1914 dess prefekt. Han var därefter lärare i skolastikens historia vid påvliga gregorianska universitetet och professor i paleografi vid påvliga bibelinstitutet. År 1922 utsåg påve Pius XI Ehrle till kardinaldiakon med San Cesareo in Palatio som titelkyrka.
Förutom sitt ovannämnda huvudarbete utgav han bland annat Zur Geschichte und Reform des Armenwesens (1881) och Specimina codicum latinorum vaticanorum (med Paul Liebaert, 1912). Tillsammans med Heinrich Denifle utgav han 1885–1893 tidskriften "Archiv für Litteratur- und Kirchengeschichte des Mittelalters" (sju band), i vilken han publicerade viktiga undersökningar bland annat rörande konciliet i Vienne och franciskanordens äldre historia.